# Sibyl
Sibyl é um filme francês de 2019 co-escrito e dirigido por Justine Triet. Foi apresentado na seleção oficial no Festival de Cannes 2019. No Brasil, foi lançado pela Imovision nos cinemas em 15 de julho de 2021. Antes do lançamento, foi apresentado na Mostra Internacional de Cinema de São Paulo.

## Sinopse
Após deixar de ser romancista e se tornar psicanalista, Sibyl decide deixar seus pacientes para voltar escrever. Na busca por inspiração, encontra Margot, uma jovem atriz que tem uma vida conturbada.

## Elenco
- Virginie Efira : Sibyl
- Adèle Exarchopoulos : Margot Vasilis
- Gaspard Ulliel : Igor Maleski
- Sandra Hüller : Mikaela « Mika » Sanders
- Laure Calamy : Édith
- Niels Schneider : Gabriel
- Arthur Harari : doutor Katz
- Paul Hamy : Étienne
- Adrien Bellemare : Daniel
- Jeanne Arra-Bellanger : Selma
- Liv Harari : Livia
- Aurélien Bellanger
- Lorenzo Lefebvre : Galotin
- Philip Vormwald
- Henriette Desjonquère

## Recepção
Na França, o filme tem uma nota média de 3,7/5 no AlloCiné calculada a partir de 23 resenhas da imprensa.
No site agregador de críticas Rotten Tomatoes, 57% das 54 resenhas dos críticos são positivas, com uma classificação média de 6,2/10. O consenso do site diz: "Intrigante, mas desigual, Sibyl é praticamente mantida por seus protagonistas, mas muitas vezes são ótimas performances contra filmes frustrantes." O Metacritic, que usa uma média ponderada, atribuiu ao filme uma pontuação de 56 em 100, baseado em 16 críticos, indicando críticas "mistas ou médias".